# والتر پیکلر
والتر پیکلر (انگلیسی: Walter Pichler؛ زادهٔ ۲۳ اکتبر ۱۹۵۹) ورزشکار دوگانه، و مأمور اهل آلمان است.